# 太本站镇
太本站镇，是中华人民共和国内蒙古自治区兴安盟乌兰浩特市下辖的一个乡镇级行政单位。

## 行政区划
太本站镇下辖以下地区：
新华村、建设村和曙光村。